# Hedla Lopes
Hedla Lopes é uma nadadora e triatleta do Brasil. Ela já participou 22 vezes do Ironman Triathlon, que é o maior circuito de Triathlon do mundo. Em 2015, aos 57 anos, ela venceu o Ironman Triathlon na categoria "55 a 59 anos", terminando a prova em em 12 horas 15 minutos e 18 segundos.

## Conquistas
Hedla foi a primeira mulher do Norte e Nordeste do Brasil a disputar os jogos panamericanos, em 1975, quando competiu na prova de natação. 
Entre outras conquistas, ela abocanhou os títulos cearense, Norte-Nordeste, brasileiro e o tricampeonato da travessia do Rio Negro.
Já na categoria master, foi campeã Olímpica Master nos 800m livre na Dinamarca em 1989, e campeã e recordista Latino-Americano e do Caribe de Master de Natação em 1999.